# Копійка

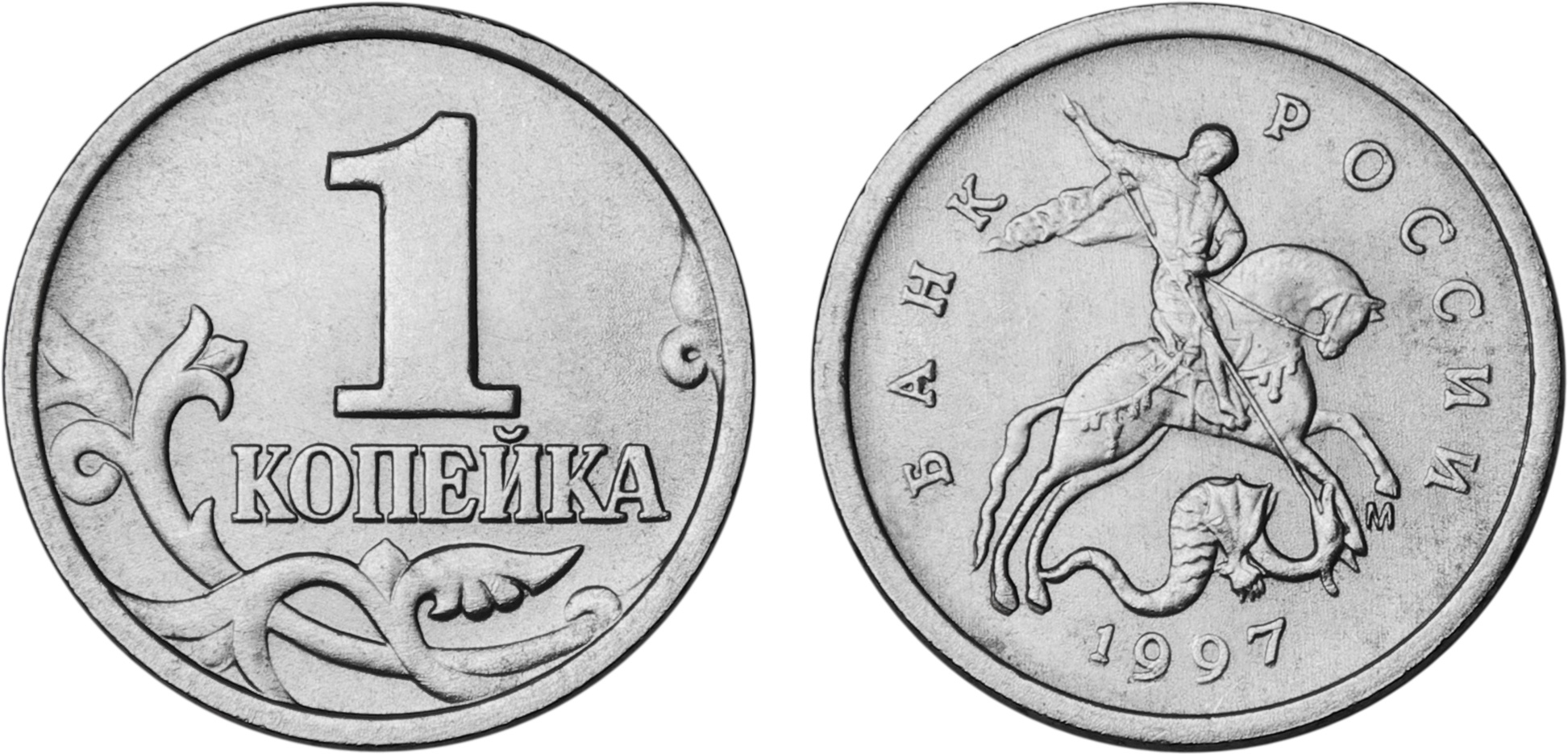
1 копійка. Росія

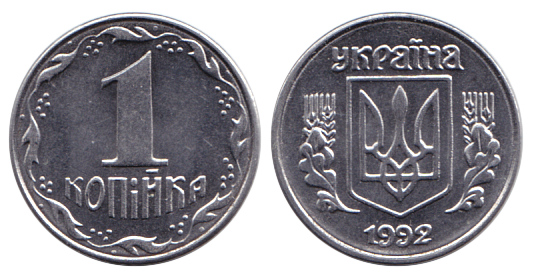
1 копійка. Україна

Копі́йка (біл. капейка, рос. копейка) — розмінна монета України, Білорусі, Росії, раніше — Російської імперії, СРСР. Також є розмінною монетою в невизнаній Придністровській Молдавській Республіці. Від слова «копійка» походить назва монети Азербайджану — гяпік.

## Етимологія
В українській мові слово «копійка» вважається росіянізмом, що походить від рос. копейка. Це слово виникло як скорочення назви російської монети копейная деньга, на якій було зображено великого князя (царя), що тримав у руці спис (рос. копьё), сидячи верхи на коні. До того на монетах був зображений вершник із шаблею.

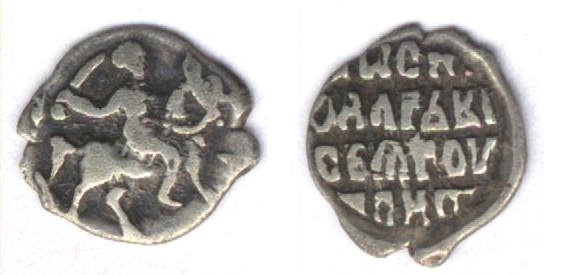
попередник копійки — деньга з вершником із шаблею
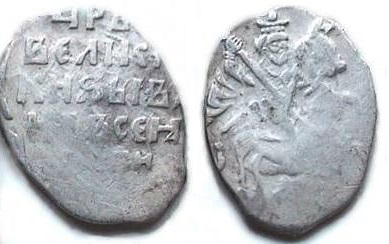
копійка Московського царства часів Івана Грозного з вершником зі списом (рос. копьё)
сучасний герб Москви

## Українська копійка
100 копійок = 1 гривня. На лицьовому боці (аверсі) монет у центрі розміщено зображення малого державного герба України — Тризуба, обрамленого з обох боків орнаментом з двох дубових листків і двох колосків. Від кожного колоска вертикально вгору виходять по три остюки. Над гербом зроблено напис «УКРАЇНА», а під гербом — рік карбування монети.
На зворотному боці (реверсі) в центрі монети розміщено цифрове позначення номіналу, а під ним — відповідний напис «копійка», «копійки», «копійок».
Верхній рівень літер назви номіналу — горизонтальний, а нижній має форму випуклої донизу дуги. Номінал обрамлений стилізованим вінком з листя та ягід.
По периметру лицьовий та зворотний боки монети обрамлені суцільним випуклим кантом.
Гурт (бокова поверхня монет) номіналів 1 та 2 копійки — гладкий, номіналів 5, 10 копійок — рифлений дрібний (монети 10 копійок 1992, 1994, 1996 років, карбувались також із великим гуртом), номіналів 25, 50 копійок — секторальний рифлений, з дрібними або крупними насічками. На монетах 1 гривня карбувався напис «ОДНА ГРИВНЯ», рік карбування та крапки між ними.
Автор дизайну усіх розмінних монет — Василь Лопата. Художник, дослідивши досвід українських митців початку ХХ століття, запозичив шрифт, створений 1913 року Василем Кричевським.
1 листопада 2001 року Національний банк України ввів у обіг розмінні монети підвищеної якості карбування номіналами 1, 2, 5, 10, 25, 50 копійок та обігову монету номіналом 1 гривня.
Монети випущено для нумізматичних цілей, у тому числі по 5 тисяч штук монет кожного номіналу — для формування наборів «Обігові монети України» в сувенірній упаковці.
Першими карбованими в Україні монетами, відповідниками московській (з 1534 року; потім — російській) копійці, були квартник (у Львові, після 1340 року), «подільський полугрошик» (із зображенням вершника із списом; у Подільському князівстві за часів правління князя Костянтина Коріятовича (1380 — до 1391 року).
2 вересня 2024 року, на хвилі процесу дерусифікації, Національний банк України ініціював зміну назви розмінних монет з «копійка» на «шаг», з огляду на українську історичну й мовну традицію. Таке рішення підтримала Національна академія наук України, зокрема отримано позитивні експертні висновки від Інституту історії України та Інституту мовознавства ім. О. Потебні. Водночас Національний банк не планує спеціально, через зміну назви, вилучати з грошового обігу монети, номіновані в копійках, і обмінювати їх на шаги. Монети «копійка» та «шаг» перебуватимуть в обігу паралельно.

## Росія та СРСР
- Копійка — розмінна монета в СРСР. Випускалася в 1924—1926 рр. з міді, а пізніше і до 90-х — з бронзового сплаву.

- Копійка (рос. копейка) — назва державної московської монети, введеної в обіг з 1534 р., котра становила 1/100 рубля. Вона була вдвічі важчою, ніж карбована в Москві деньга. Називалася спершу «новгородською деньгою», або новгородкою, потім — «копійною деньгою» (рос. копейная деньга), або «копійкою». На ній був зображений вершник зі списом («копієм»). Первинна вага копійки дорівнювала близько 0,68 грамів, пізніше зменшилася — на початку XVII ст. становила вже близько 0,28 грамів. Карбування срібної копійки припинилося 1718 р.

Спроба пустити в обіг мідну копійку за царя Олексія Михайловича була невдалою. Петро І ввів її в обіг з 1704 р. Мідну копійку карбували з перервами до 1916 р.
На 1917 рік у Російській імперії в обігу були мідні монети номіналами:1/4, 1/2, 1, 2, 3, 5 копійок; а також срібні монети номіналами: 5, 10, 15, 20, 50 копійок (полтина).